# Triffin-Dilemma
Das Triffin-Dilemma ist ein wirtschaftliches Paradoxon, das sich aus der Rolle einer Leitwährung im internationalen Finanzsystem ergibt. Es wurde von dem belgischen Wirtschaftswissenschaftler Robert  Triffin angesichts der damaligen Diskussionen über das Bretton-Woods-System (1944–1973) beschrieben. Das Dilemma beinhaltet zwei widerstrebende Anforderungen an eine Reservewährung. Um als weltweite Reservewährung dienen zu können, muss das ausgebende Land das Ausland ausreichend mit seinen Zahlungsmitteln versorgen, was mit Hilfe einer negativen Handelsbilanz und entsprechenden Zahlungsbilanzdefiziten möglich ist. Die Defizite erzeugen jedoch einen Vertrauensverlust in die Währung und im Fall von Bretton-Woods in die damals nicht mehr aufrechtzuerhaltende Zusage der Golddeckung des US-Dollars. 
Umgekehrt kann eine erfolgreiche Bekämpfung der Zahlungsbilanzdefizite dazu führen, dass die Bedeutung der globalen Reservewährung geschwächt wird.

## Geschichte
Bedingt durch die begrenzten Goldbestände war eine für den weltweiten Handel benötigte Liquidität nur durch die Freisetzung zusätzlicher US-Dollar möglich. Dadurch aber entstanden den USA Zahlungsbilanzdefizite.
Unter dem Bretton-Woods-System war der Dollar an Gold gekoppelt und die übrigen Währungen an den Dollar. Erhöhten die Staaten unter diesem System ihre Geldmengen, mussten sie höhere Dollarreserven zur Deckung anlegen. Die USA hatten jedoch keine Möglichkeit, mehr Gold zur Deckung dieser nachgefragten Dollar zu schaffen. Dies führte dazu, dass eine immer größere Dollarmenge nicht mehr durch Gold gedeckt war, und resultierte letztlich in einem Vertrauensverlust gegenüber dem Dollar.
Wenn nun ein Mitglied des Systems seine Dollar gegen Gold zurücktauschen wollte, so reichte unter Umständen die in den USA vorgehaltene Menge an Gold nicht aus (Frankreich 1969), weil zu viele Dollar in Umlauf waren und diesen zu wenig Deckung in Gold gegenüberstand.
Auch durch Triffin beschloss 1967 der IWF die Einführung der Sonderziehungsrechte, welche einen teilweisen Rückgriff auf den 1944 bei Bretton Woods abgelehnten Keynes-Plan darstellen.
Von Wilhelm Lautenbach wurde noch vor Gründung des IWF 1944 thematisiert: „Die Möglichkeiten, die der Fonds eröffnet, sind so im Grunde beschränkt auf das Maß der amerikanischen Quote.“